# Pedro de Alvarado
Pedro de Alvarado y Contreras (phát âm tiếng Tây Ban Nha: [ˈpeðɾo ðe alβaˈɾaðo]; khoảng 1485 - 4 tháng 7 năm 1541) là một chinh phục tướng công người Tây Ban Nha và sau này giữ chức thống đốc thuộc địa Guatemala. Ông tham chiến trong cuộc chinh phục Cuba, tham gia chuyến thám hiểm Bán đảo Yucatán và Vịnh Mexico của Juan de Grijalva rồi chỉ huy cuộc chinh phục Mexico dưới quyền Hernán Cortés. Ông đóng vai trò rất lớn trong cuộc thuộc địa hóa Trung Mỹ của Tây Ban Nha, bao gồm phần lớn Guatemala, Honduras và El Salvador hiện nay. Alvarado là người thông thạo chiến tranh. Tuy có xuất thân cao quý, vẻ ngoài hào nhoáng nhưng trong lòng lại tàn nhẫn, hiểm độc; làm mọi điều dơ bẩn nhất để có thể đạt được mục đích của mình. Alvarado chính là kẻ chủ mưu nhiều vụ thảm sát dân bản địa trong cả hai cuộc chinh phạt vùng Mexico và Guatemala.
Trích lời bình của sử gia William H. Prescott về Pedro de Alvarado trong tác phẩm History of the Conquest of Mexico:
Alvarado là kỵ sĩ từ gia tộc quyền quý, can đảm và hào hiệp, và người bạn thân cận [của Cortes]. Ông ta có tài hành động, bị chi phối bởi sự rắn rỏi và gan dạ, còn phong thái bộc trực và bóng lóa khiến cho vị Tonatiuh đây [biệt danh người Aztec đặt cho Alvarado] được người Mexica rất sủng ái. Nhưng, dưới cái vỏ hào nhoáng đó, kẻ sau này chinh phạt Guatemala lại che giấu một trái tim khinh suất, tham lam, và tàn bạo. Ông ta bần cùng cái vẻ tiết chế bề ngoài đó, điều mà, ở cái địa vị mỏng manh mà ông ta chiếm giữ, là phẩm chất đáng quý hơn toàn bộ số còn lại.— William H. Prescott 1922, History of the Conquest of Mexico: Quyển 4, Chương 8, tr. 54.

## Dẫn nguồn
- Alvarado, Pedro de (2007) [1524]. "Pedro de Alvarado's letters to Hernando Cortés, 1524". Trong Matthew Restall; Florine Asselbergs (biên tập). Invading Guatemala: Spanish, Nahua, and Maya Accounts of the Conquest Wars. University Park, Pennsylvania, US: Pennsylvania State University Press. tr. 23–47. ISBN 978-0-271-02758-6. OCLC 165478850.
- Asselbergs, Florine G.L. (2004). Conquered Conquistadors: The Lienzo de Quauhquechollan, a Nahua vision of the conquest of Guatemala. CNWS publications series. Leiden, Netherlands: Research School CNWS. ISBN 978-90-5789-097-0. OCLC 491630572.
- Bandelier, Adolph Francis (1907). "Pedro de Alvarado". Trong Charles G. Herbermann; Edward A. Pace; Condé B. Pallen; Thomas J. Shahan; John J. Wynne (biên tập). The Catholic Encyclopedia: An International Work of Reference on the Constitution, Doctrine, Discipline, and History of the Catholic Church. Quyển I . New York: Robert Appleton Company. OCLC 1017058.
- Batres, Carlos A. (2009). "Tracing the "Enigmatic" Late Postclassic Nahua-Pipil (A.D. 1200–1500): Archaeological Study of Guatemalan South Pacific Coast". Theses. Carbondale, Illinois, US: Southern Illinois University Carbondale. Truy cập ngày 2 tháng 10 năm 2011.
- Burland, C. A. (1973). Montezuma: Lord of the Aztecs. London, UK: Weidenfeld and Nicolson. ISBN 978-0-297-76566-0. OCLC 791188.
- Clendinnen, Inga (2003) [1988]. Ambivalent Conquests: Maya and Spaniard in Yucatan, 1517–1570 (ấn bản thứ 2). Cambridge, UK: Cambridge University Press. ISBN 978-0-521-52731-6. OCLC 50868309.
- Díaz del Castillo, Bernal (1963) [1632]. The Conquest of New Spain. Penguin classics. translated by J. M. Cohen . Harmondsworth, England: Penguin Books. ISBN 978-0-14-044123-9. OCLC 162351797.
- Fowler, William R. Jr. (Winter 1985). "Ethnohistoric Sources on the Pipil-Nicarao of Central America: A Critical Analysis". Ethnohistory. Quyển 32 số 1. Duke University Press. tr. 37–62. doi:10.2307/482092. ISSN 0014-1801. JSTOR 482092. OCLC 478130795.
- Gall, Francis (July–December 1967). "Los Gonzalo de Alvarado, Conquistadores de Guatemala". Anales de la Sociedad de Geografía e Historia (bằng tiếng Tây Ban Nha). Quyển XL. Guatemala City, Guatemala: Sociedad de Geografía e Historia de Guatemala. OCLC 72773975.
- García Añoveros, Jesús María (tháng 6 năm 1987). "Don Pedro de Alvarado: las fuentes históricas, documentación, crónicas y biblografía existente" (PDF). Mesoamérica (bằng tiếng Tây Ban Nha). Quyển 13. Antigua Guatemala, Guatemala: El Centro de Investigaciones Regionales de Mesoamérica (CIRMA) in conjunction with Plumsock Mesoamerican Studies, South Woodstock, Vermont, US. tr. 243–282. ISSN 0252-9963. OCLC 7141215. Truy cập ngày 2 tháng 3 năm 2015.
- Gasco, Janine (1997). "Consolidation of the Colonial Regime: Native Society in Western Central America". Historical Archaeology. Quyển 31 số 1, Diversity and Social Identity in Colonial Spanish America: Native American, African, and Hispanic Communities during the Middle Period. Society for Historical Archaeology. tr. 55–63. doi:10.1007/BF03377255. ISSN 0440-9213. JSTOR 25616517. OCLC 197892468. S2CID 164975904. (cần đăng ký mua)
- Guillemín, Jorge F. (1965). Iximché: Capital del Antiguo Reino Cakchiquel (bằng tiếng Tây Ban Nha). Guatemala: Tipografía Nacional de Guatemala. OCLC 1498320.
- Hernández, Christine; Anthony P. Andrews; Gabrielle Vail (2010). "Introduction". Trong Gabrielle Vail; Christine L. Hernández (biên tập). Astronomers, Scribes, and Priests: Intellectual Interchange Between the Northern Maya Lowlands and Highland Mexico in the Late Postclassic Period. Dumbarton Oaks Pre-Columbian symposia and colloquia. Washington, D.C, US: Harvard University Press. tr. 17–36. ISBN 9780884023463. OCLC 845573515.
- Juarros, Domingo (1808–18). Compendio de la historia de la ciudad de Guatemala (bằng tiếng Tây Ban Nha). Quyển 2 vols. Guatemala: Ignacio Beteta. OCLC 2187421.
- Juarros, Domingo (1823). A statistical and commercial history of the kingdom of Guatemala, in Spanish America: containing important particulars relative to its productions, manufactures, customs, &c. &c. &c. With an account of its conquest by the Spaniards, and a narrative of the principal events down to the present time: from original records in the archives; actual observation; and other authentic sources (online reproduction at Internet Archive). translated by John Baily (ấn bản thứ 1). London: John Hearne. OCLC 367922521.
- León Portilla, Miguel (2006). The Broken Spears: The Aztec Account of the Conquest of Mexico. Beacon Press. tr. 131–132. ISBN 978-0-8070-5500-7.
- Letona Zuleta, José Vinicio; Carlos Camacho Nassar; Juan Antonio Fernández Gamarro (ngày 1 tháng 1 năm 2003). "Las tierras comunales xincas de Guatemala". Trong Carlos Camacho Nassar (biên tập). Tierra, identidad y conflicto en Guatemala (bằng tiếng Tây Ban Nha). Guatemala: Facultad Latinoamericana de Ciencias Sociales (FLACSO); Misión de Verificación de las Naciones Unidas en Guatemala (MINUGUA); Dependencia Presidencial de Asistencia Legal y Resolución de Conflictos sobre la Tierra (CONTIERRA). ISBN 978-99922-66-84-7. OCLC 54679387.
- Lovell, W. George; Christopher H. Lutz; William R. Swezey (tháng 4 năm 1984). "The Indian Population of Southern Guatemala, 1549-1551: An Analysis of López de Cerrato's Tasaciones de Tributos". The Americas. Quyển 40 số 4. Academy of American Franciscan History. tr. 459–477. doi:10.2307/980856. JSTOR 980856. (cần đăng ký mua)
- Lovell, W. George (2005). Conquest and Survival in Colonial Guatemala: A Historical Geography of the Cuchumatán Highlands, 1500–1821 (ấn bản thứ 3). Montreal, Canada: McGill-Queen's University Press. ISBN 978-0-7735-2741-6. OCLC 58051691.
- Matthew, Laura E. (2012). Memories of Conquest: Becoming Mexicano in Colonial Guatemala (hardback). First Peoples. Chapel Hill, North Carolina, USA: University of North Carolina Press. ISBN 978-0-8078-3537-1. OCLC 752286995.
- Mendoza Asencio, Hilda Johanna (2011). "Módulo pedagógico para desarrollo turístico dirigido a docentes y estudiantes del Instituto Mixto de Educación Básica por Cooperativa de Enseñanza, Pasaco, Jutiapa" (PDF) (bằng tiếng Tây Ban Nha). Universidad de San Carlos de Guatemala, Facultad de Humanidades. Bản gốc (PDF) lưu trữ ngày 31 tháng 5 năm 2013. Truy cập ngày 24 tháng 9 năm 2012.
- Myers, Paul A. (2004). North to California: The Spanish Voyages of Discovery, 1533–1603. Coral Springs, Florida, US: Llumina Press. ISBN 978-1-59526-252-3. OCLC 54929617.
- Polo Sifontes, Francis (1981). Francis Polo Sifontes; Celso A. Lara Figueroa (biên tập). "Título de Alotenango, 1565: Clave para ubicar geograficamente la antigua Itzcuintepec pipil". Antropología e Historia de Guatemala (bằng tiếng Tây Ban Nha). Quyển 3, II Epoca. Guatemala City, Guatemala: Dirección General de Antropología e Historia de Guatemala, Ministerio de Educación. tr. 109–129. OCLC 605015816.
- Polo Sifontes, Francis (1986). Los Cakchiqueles en la Conquista de Guatemala (bằng tiếng Tây Ban Nha). Guatemala: CENALTEX. OCLC 82712257.
- Prescott, William H. (1922). History of the Conquest of Mexico. Quyển 2. London, UK: Chatto & Windus.
- Recinos, Adrián (1986). Pedro de Alvarado: Conquistador de México y Guatemala (bằng tiếng Tây Ban Nha) (ấn bản thứ 2). Guatemala: CENALTEX Centro Nacional de Libros de Texto y Material Didáctico "José de Pineda Ibarra". OCLC 243309954.
- Recinos, Adrian (1998). Memorial de Solalá, Anales de los Kaqchikeles; Título de los Señores de Totonicapán (bằng tiếng Tây Ban Nha). Guatemala: Piedra Santa. ISBN 978-84-8377-006-1. OCLC 25476196.
- Schele, Linda; Peter Mathews (1999). The Code of Kings: The language of seven Maya temples and tombs. New York, US: Simon & Schuster. ISBN 978-0-684-85209-6. OCLC 41423034.
- Sharer, Robert J.; Loa P. Traxler (2006). The Ancient Maya (ấn bản thứ 6). Stanford, California, US: Stanford University Press. ISBN 978-0-8047-4817-9. OCLC 57577446.
- Stone, Samuel Z. (1975). La dinastía de los conquistadores: La crisis del poder en la Costa Rica contemporánea (bằng tiếng Tây Ban Nha). Ciudad Universitaria Rodrigo Facio, Costa Rica: Editorial Universitaria Centroamericana. OCLC 1933264.
- Stone, Samuel Z. (1990). The heritage of the conquistadors: Ruling classes in Central America from the Conquest to the Sandinistas . Lincoln: University of Nebraska Press. ISBN 978-0-8032-4207-4. OCLC 20393173.
- Townsend, Richard F. (1995) [1992]. The Aztecs. London, UK: Thames and Hudson. ISBN 978-0-500-27720-1. OCLC 27825022.